# Marjane Satrapi

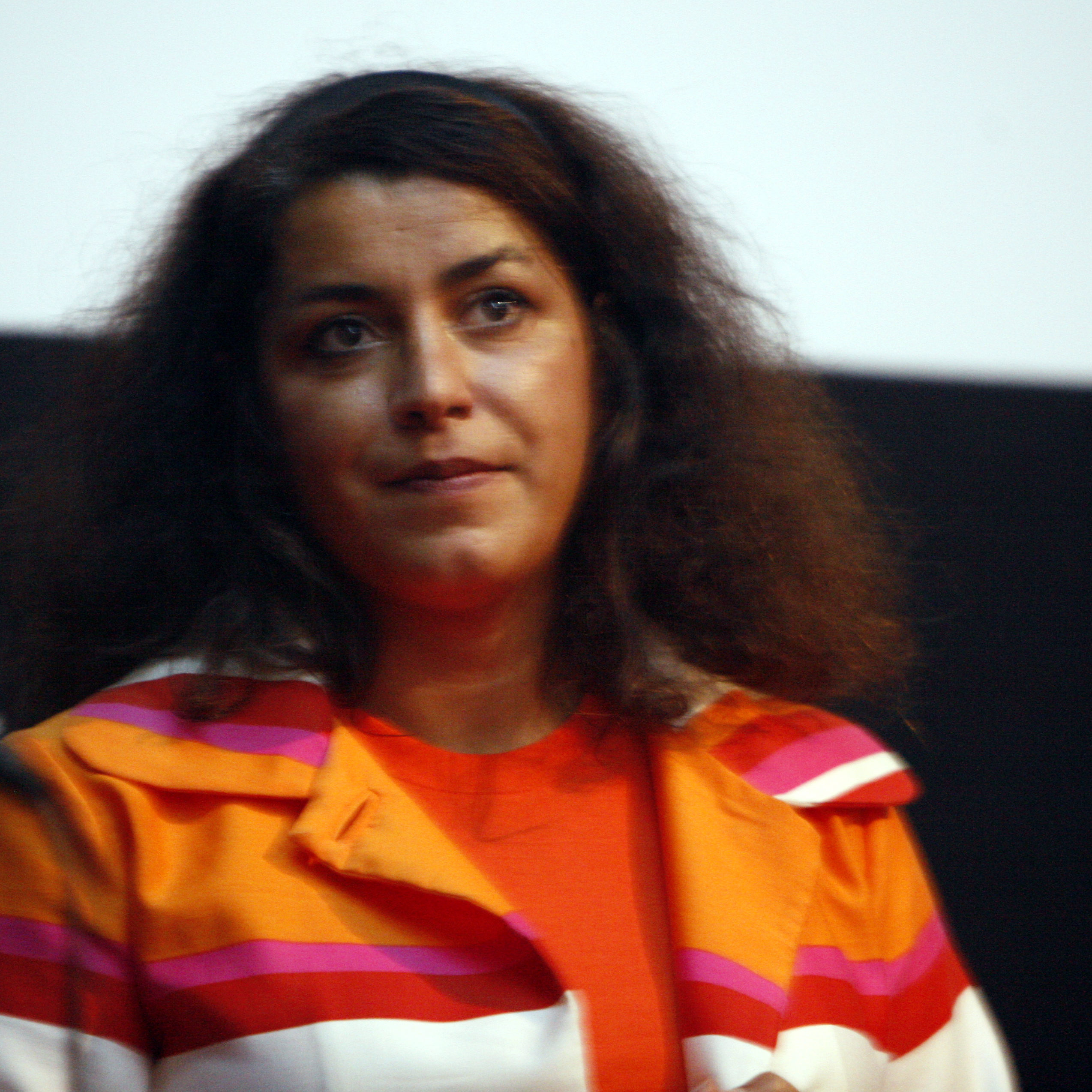
Marjane Satrapi

Marjane Satrapi (Perzisch: مرجان ساتراپی ; Rashjt, Iran, 22 november 1969) is een illustrator, striptekenaar en filmregisseuse. 

## Biografie
Marjane Satrapi werd in 1969 geboren in een Iraanse familie van communistische signatuur. Zij groeide op in Teheran gedurende de Iraanse Revolutie en de aanvang van de oorlog tussen Irak en Iran. Een oom, leider van de Iraanse Communistische Partij, aan wie ze zeer gehecht was, werd vermoord door de nieuwe islamitische machthebbers.
In 1984, op de leeftijd van veertien jaar, sturen haar ouders haar naar Wenen om te ontsnappen aan de oorlog en het Iraans regime. Na haar middelbare studie trok zij naar Frankrijk en volgde de cursussen aan de École supérieure des arts décoratifs de Strasbourg.

Een ontmoeting met stripauteur David B. betekende een keerpunt in haar leven, omdat hij haar een passie voor het medium strip bijbracht. In haar eerste albums is de tekenstijl van David B. nog herkenbaar.
Al vlug werd zij bekend vanwege haar autobiografische strip Persepolis, waarin ze de verschillende periodes van de Iraanse Revolutie beschrijft door de ogen van een klein meisje dat daar opgroeit. Dit werk kreeg gunstige kritieken en werd een commercieel succes. Marjane Satrapi woont tegenwoordig in Frankrijk en schrijft haar boeken in het Frans. De vier delen van Persepolis zijn in het Nederlands vertaald en zowel als afzonderlijke titels als in één band uitgegeven.
In 2007 werd het stripalbum Persepolis omgezet in een zwart-wit animatiefilm in samenwerking met Vincent Paronnaud en werd vertoond op het Filmfestival de Cannes. De film kreeg zwaar tegenwind van het Iraans regime met als opmerking un tableau irréel des conséquences et des réussites de la révolution islamique. Ondanks deze polemiek kreeg deze film de Prijs van de Jury tijdens het festival en werd een internationaal succes. Later kreeg de film twee César-onderscheidingen: César van de beste eerste film en een César voor de beste filmbewerking van een stripalbum. In 2008 was Satrapi jurylid op het 61e Filmfestival van Cannes.

## Onderscheidingen
In 2004 werd Satrapi's strip Broderies genomineerd op het Festival van Angoulême voor de prijs voor het beste stripalbum. In 2004 won ze deze prijs met het album De muzikant (Poulet aux prunes). In 2007 ontving zij de Prix Henri-Jeanson, toegekend door het SACD vanwege Satrapi's onbeschaamdheid, engagement en gevoel voor humor. 
Op 2 februari 2009 ontving zij een gezamenlijk eredoctoraat van de Katholieke Universiteit Leuven en de Université Catholique de Louvain. Thierry Bellefroid, journalist en lector bij het departement communicatie van de UCL, nam de functie van peter waar.  Wegens ziekte kon Satrapi de uitreiking niet bijwonen.

## Filmografie
- Persepolis (2007)
- Chicken with Plums (2011)
- Gang of the Jotas (2012)
- The Voices (2014)